# 马里奥·隆东
马里奥·隆东（Mario Rondón，1986年3月26日—），是一名委内瑞拉职业足球运动员，司职前锋。现在效力于羅馬尼亞足球甲級聯賽球队克盧日足球會。

## 俱乐部生涯
隆东早期在委内瑞拉球队接受足球训练，18岁前往葡萄牙，加盟第三级别球队彭塔索伦斯。
2009年夏季，他加盟葡萄牙足球超级联赛球队费雷拉。但他未能得到太多出场机会，2010年初又被租借到第二级别球队貝拉馬爾半年。2010/11赛季，他回到费雷拉并成为主力，联赛射进9个进球，联赛杯也有四球进账，是球队的最佳射手。
2011年7月14日，隆东转投另一支葡超球队國民。
2015年2月28日，隆东加盟中国足球超级联赛升班马石家庄永昌。 3月9日，他在石家庄永昌客场挑战卫冕冠军广州恒大的比赛首发出场，并射进河北足球史的首个中超联赛进球，但最终石家庄1比2被对手逆转。

## 国家队生涯
2011年3月25日，隆东在委内瑞拉2比0击败牙买加的友谊赛首次代表国家队出场。2014年9月5日，他射进在国家队的首球，但委内瑞拉1比3不敌韩国。4天后，他再次取得进球，帮助委内瑞拉1比1战平日本。